# Armando Lara
Armando Lara Palma  (La Victoria, Provincia de Lima, 15 de abril de 1943-Ib., 20 de marzo de 2017) fue un futbolista peruano que se desempañaba como defensa. Jugó en Alianza Lima de la Primera División de Perú en la década de los sesenta, entre otros clubes.

## Biografía
Sus inicios fueron en el club 8 de Abril de La Victoria, su ciudad natal.

## Selección nacional
En la Selección nacional de fútbol de Perú, jugó el Pre Olímpico de 1964 y los Juegos Panamericanos de 1967.

## Clubes
| Club                   | País      | Año         |
| ---------------------- | --------- | ----------- |
| Alianza Lima           | Perú      | 1964 - 1970 |
| Porvenir Miraflores    | Perú      | 1971        |
| Hellenic Football Club | Sudáfrica | 1972        |
| León de Huánuco        | Perú      | 1973 - 1974 |
| Deportivo Junín        | Perú      | 1975 - 1977 |